# Средний дуэт
Сре́дний дуэ́т (балетмейстер Алексей Ратманский, композитор Юрий Ханон) — одноактный балет, поставленный в Мариинском театре в ноябре 1998 года на музыку первой части «Средней симфонии». Десятиминутная постановка стала дебютом Ратманского как хореографа в Мариинском театре.
В 2000 году Средний Дуэт получил номинацию премии «Золотая маска» в категории «лучший балет». После своего назначения на пост главного балетмейстера Большого театра Ратманский перенёс «Средний дуэт» и на эту сцену, а затем и в Нью-Йорк Сити балет. Через два-три года после премьеры «Средний дуэт» сделался своеобразной визитной карточкой Ратманского как балетмейстера и следовал за ним по всем сценам, на которых он работал, а затем вошёл в программу прощального концерта «Ратманский-гала» на Новой сцене Большого театра перед его уходом с поста главного балетмейстера и переездом в Нью-Йорк.
Кроме театральной версии с декорациями и оркестром, в течение десяти лет Средний дуэт показывался по всему миру как концертный номер не только на гастролях театров, но и в многочисленных антрепризах, заслужив репутацию одного из лучших одноактных балетов России начала XXI века. В результате систематического нарушения авторских прав композитора и контрафактного использования музыки, в 2009-2010 годах «Средний Дуэт» был запрещён к исполнению и снят со всех сцен.

## История создания
Заказ Мариинского театра на постановку вечера новых одноактных балетов поступил Алексею Ратманскому весной 1998 года. К тому моменту Ратманский, являясь солистом Датского Королевского балета в Копенгагене, уже был балетмейстером шести небольших постановок (в Киеве, Виннипеге и Москве). Последние два балетных номера (Каприччио на музыку Стравинского и Сны о Японии на музыку группы «Кодо») Ратманский поставил в Большом театре (1997-1998 год).
Предложение Гергиева и Вазиева сделать вечер новой хореографии в Мариинском театре Ратманский воспринял (по его собственным словам) с «придыханием и благоговением», расценив это как «исключительное событие в своей жизни» и начал «судорожно соображать: ЧТО же он, как начинающий балетмейстер, может предложить прославленной сцене Мариинского». А сделать захотелось очень многое: в таких судьбоносных случаях всегда возникает желание объять необъятное, соединив и показав самые славные страницы балетной истории императорского театра. Например: не забыть о Петипа и Дягилеве, создать нечто одновременно сюжетное и высоко философское, сочинить настоящее pas de deux для солистов и показать в полный рост кордебалет. Постепенно появилось решение: все три балета должны быть – непременно на русскую музыку.
К тому времени среди прежних замыслов Ратманского как балетмейстера уже имелось вполне вызревшее намерение поставить некоторые редко идущие одноактные балеты Игоря Стравинского, а также «Поэму экстаза» Александра Скрябина. И только третье место в вечере новых балетов ещё некоторое время оставалось внутренне вакантным.
Первым из замыслов появился «Поцелуй феи» Стравинского (балет, очень редко идущий на сценах). Этот выбор показался Ратманскому особенно удачным, поскольку он соединял в себе сразу два громких для балета имени: Стравинского и Чайковского. Вопрос с «Поэмой экстаза», произведением знаковым и очень сложным для хореографической постановки тоже казался решённым. Как только Ратманский впервые услышал «Поэму экстаза» (что, по его словам, произошло достаточно поздно, всего за два года до премьеры балета), он сразу же стал мечтать о балете на эту музыку. Это произведение должно было стать заявкой молодого балетмейстера на виртуозную и сложную симфоническую хореографию. Однако дело с третьим балетом складывалось далеко не так просто, и вопрос о новой, совсем новой музыке и новом, совсем новом балете некоторое время оставался открытым.

«Из современных композиторов я вспомнил о петербуржце Ханине (Юрий Ханонъ), который несколько лет назад поразил всех своей музыкой к фильму Александра Сокурова «Дни затмения». После долгих поисков, я нашёл его единственный диск в Копенгагене. Музыка оказалась концептуальной, театральной, тоскливой и ритмичной. Ощущение «взгляда со стороны» натолкнуло на мысль о двух существах с крыльями, которые, формально не участвуя в действии, всё же являются главными персонажами этого маленького балета. К сожалению, пока я использую только одну часть его замечательной «Средней симфонии», но не оставляю надежды поставить всю симфонию целиком. <…> Какова же была моя радость, когда я узнал, что Юрий Ханон (ему 33 года) написал Книгу ВОСПОМИНАНИЙ о Скрябине. Я с лёгким сердцем объединил их в одном отделении».— (Алексей Ратманский, предисловие к премьере «Вечера новых балетов»)
Однако договориться с живым автором музыки (в отличие от Стравинского и Скрябина) оказалось делом значительно более сложным. При первом же телефонном разговоре Юрий Ханон ответил на предложение Ратманского — отказом. Своё решение он объяснил своим замкнутым образом жизни и крайним нежеланием как-то «вляпываться» или вообще контактировать с театром и театральными людьми. Впоследствии Алексей Ратманский не раз вспоминал об этой первоначальной проблеме. К примеру, один из вступительных текстов буклета к премьере «Среднего дуэта» на сцене Большого театра (в 2006 году) носил именно такое, вполне недвусмысленное название: «Уговорить Ханина было непросто (To persuade Khanin was not easy)».
Тем не менее, не успокоившись на достигнутом после первого отказа автора музыки, Ратманский продолжал настаивать на включении «Средней Симфонии» Ханона в свой балетный проект. И как раз в этом вопросе имя А.Н.Скрябина ещё раз выступило в качестве связующего элемента. Спустя два месяца переговоров, узнав, что в одном отделении со «Средней Симфонией» также будет показан балет по «Поэме экстаза», Юрий Ханон всё-таки ответил — согласием. Однако при этом он выдвинул лично Ратманскому обязательное условие, что композитор либо вовсе не будет контактировать с администрацией и прочими представителями театра, либо его общение сведётся к возможному минимуму и будет происходить исключительно через — балетмейстера. Таким образом, ради осуществления своего замысла постановки «Среднего дуэта» Алексей Ратманский пообещал выполнить функцию своеобразного демпфера или посредника, аналогичного артистическому агенту, провести все необходимые переговоры и решить формальности отношений композитора с Мариинским театром.
Если бы не личная договорённость, достигнутая между балетмейстером и автором музыки, крайне трудно было бы ожидать, что такой одиозный персонаж как Юрий Ханон (или его произведения) смогли бы когда-либо появиться на сцене Мариинского или, тем более, Большого театра. Прекратив всякую публичную деятельность ещё в 1993 году, к моменту премьеры «Среднего дуэта» Юрий Ханон уже более пяти лет не появлялся ни на публике, ни в масс-медиа, ни среди музыкантов.

«Это несомненная случайность, что его имя появилось на афише Мариинского театра. Нисколько не утруждая себя карьерой и общением с профессионалами, Юрий Ханон уже давно и прочно перешёл во внутреннее подполье. <…> Вот и сегодня вы сможете услышать из оркестровой ямы только первую часть «Средней Симфонии» – произведения далеко не балетного характера. Вынутая из общей конструкции симфонии, эта часть в одиночестве теряет бо́льшую часть своей идеологии и становится похожей на почти чистую музыку. Именно её, эту музыку, вам и придётся сегодня слушать (ушами) и одновременно смотреть на сцену (глазами). 
В таком сложном процессе очень важно – ничего не перепутать».— (Юрий Савояров, предисловие к премьере «Вечера новых балетов»)

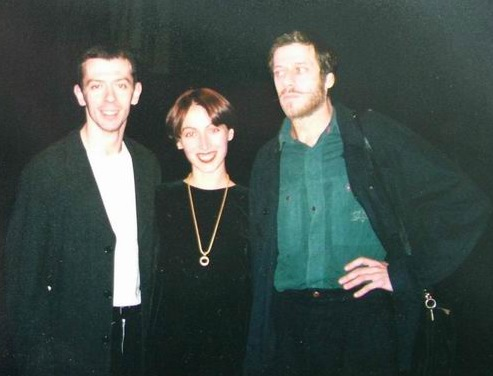
24 ноября 1998, Алексей Ратманский, его жена Татьяна и Юрий Ханон на премьере «Среднего дуэта»

Репетиционный период постановки оказался очень кратким и продолжался менее двух месяцев. «Средний дуэт» (самый компактный и камерный из всех трёх балетов премьеры) был в целом готов к середине ноября 1998 года. Десятиминутный балетный номер следовал в середине между «Поцелуем феи» и «Поэмой экстаза», открывая второе отделение «Вечера новых балетов». Действие на сцене весьма ярким образом оттеняли простые графичные деревья (словно бы в стиле картин Магритта) и светящийся проём окна в оформлении художника-постановщика балета Михаила Махарадзе. Костюмы для премьеры (в них танцевали Ислом Баймурадов и Жанна Аюпова) создавал художник-модельер Татьяна Котегова. Эти костюмы, одновременно простые и выразительные, просуществовали до конца сценической жизни «Среднего дуэта» и сделались его своеобразной фирменной маркой. Сценический свет (такой же графически резкий и определённый в контрасте пятна света и окружающей тьмы) оформлял Владимир Лукасевич. Особую эффектность балетному номеру придавал разительный контраст между медитативным, предельно спокойным и размеренным характером музыки и очень мелкой, постоянно меняющейся, как бы нелогичной и импульсивной хореографией. И словно лишний раз подтверждая этот предельный контраст, с двух сторон сцены стояли два крылатых существа, чёрное и белое (причём, каждое из них только с одним крылом). Неподвижно и невозмутимо, они наблюдали за происходящим в центре сцены поединком двух танцовщиков: женщины и мужчины. Только в финале балета они внезапно выбегали на середину сцены и забирали в окружающую темноту погибших (или выбившихся из сил) персонажей.
Премьера «Среднего дуэта» состоялась 24-25 ноября 1998 года. По иронии судьбы день премьеры совпал с трауром, объявленным по случаю убийства Галины Старовойтовой и в самом начале представления, перед открытием «Вечера новых балетов» была объявлена минута молчания. Затем, в качестве вступления (оркестровой прелюдии) в день премьеры вечера новых балетов в исполнении оркестра Мариинского театра (при опущенном занавесе и безо всякой хореографии) прозвучала симфоническая пьеса Александра Скрябина «Reverie» («Мечты», опус 24, 1898 год).
Автор музыки, Юрий Ханон отозвался о премьере так:  «Несмотря на то, что лично ко мне это событие не имеет никакого отношения, Средний дуэт – это лучшее, что сделал Ратманский в своей жизни. К сожалению, Скрябин и Стравинский остались недовольны. Если бы Поэму экстаза танцевали люди трёхметрового роста, пожалуй, это бы ещё кое-как спасло положение». И в самом деле, из трёх номеров премьеры «Средний дуэт» имел наибольший успех, именно он затем удержался в репертуаре «Вечера новых балетов», а две другие постановки год от года менялись (в том числе и на хореографию других балетмейстеров, в частности, Ролана Пети). Таким образом, спустя три-четыре года на месте «Поэмы экстаза» и «Поцелуя феи» оказались – уже совсем другие названия.

«Точно в «страну без времени и пространства» уводит абстрактная версия «Поэмы экстаза» Скрябина, молодой состав исполнителей которой, не тянущих одеяло на себя и создающих единый ансамбль, как раз на пользу. Чего, к сожалению, не скажешь о «Среднем дуэте» на музыку Юрия Ханона. Наталия Сологуб и Ислом Баймурадов, сменив, ни в коей мере не заменили Дарью Павленко и Вячеслава Самодурова. И всё же «Средний дуэт» – лучший балет триптиха. В этой пленительной, стильной миниатюре Ратманский – ироничный философ. Быть может, только так и стоит смотреть на мир».— (Наталия Звенигородская, «Независимая газета»)

## Следующие десять лет
С первого же показа «Средний дуэт» имел большой успех не только у публики, но прежде всего – у артистов балета. Имея в своём распоряжении фонограмму первой части «Средней Симфонии» (взятую с компакт-диска фирмы «Olympia»), многие солисты Мариинского, а вслед за ними и других театров стали исполнять «Средний дуэт» в многочисленных антрепризах и концертах. При этом, превратившись в отдельный эстрадный номер, балет претерпел значительные изменения. Без декораций, сценического света и двух ангелоподобных существ одноактный балет стал значительно проще и превратился в эффектный виртуозный дуэт для двух балетных артистов. Однако большая часть первоначального смысла из него исчезла.
В 2000 году «Вечер новых балетов» (в полном составе) был выставлен на соискание премии «Золотая маска» (показ состоялся 13 марта 2000 года в помещении театра им. Станиславского и Немировича-Данченко). «Вечер новых балетов» был представлен от Мариинского театра по категории «Лучший балет года», однако получил только – номинацию. Отчасти это произошло из-за того, что три балета представляли собой достаточно рыхлую и неоднородную конструкцию, но отчасти – и по той причине, что Алексей Ратманский уже в предыдущем году получил главную премию за балет «Сны о Японии» (как постановку Большого театра).

«Свою лучшую работу – «Средний дуэт» на музыку Ханона – показал прошлогодний лауреат «Маски» Алексей Ратманский. Хореография «Дуэта» – динамичная, напряжённая, цельная, в лексике ничуть не уступающая мировым образцам – стала настоящим открытием. Преимущество Ратманского-хореографа выглядело очевидным. <…> В «Среднем дуэте» отсутствие прежних исполнителей хореографию покалечило, но не убило окончательно: просто напряжённая пульсация вечных Инь и Ян приняла форму жестокого городского романса. Тем не менее, восьмиминутный «Средний дуэт» подтвердил свою репутацию лучшего российского и единственного по-настоящему европейского балета». — (Татьяна Кузнецова, «КоммерсантЪ»)
Тем не менее, «Средний дуэт» собрал большую прессу и упрочил свою известность, отдельную от остальных номеров «Вечера новых балетов». Причём, одних рецензентов более интересовала его образная, философская сторона, а других – чисто виртуозная. Газета «Известия» писала: в «Среднем дуэте» на музыку Юрия Ханона взгляд Ратманского-балетмейстера принял на себя маску таинственности – дуэтное интермеццо, наблюдаемое с двух сторон двумя разноцветными ангелами, одновременно интимно и очаровательно. А в «Поэме экстаза» на музыку Скрябина скорость событий такова, что не успеваешь следить за событиями на сцене».

«Средний дуэт» на музыку Ю.Ханона был правильно, с умом представлен – появился в нужном месте в нужный час, а это всегда очень важно. Получился эффектный переход от «Поцелуя феи» к «Экстазу». Балет довольно стильный, смотрится хорошо, однако трудно себе представить, что он может идти очень часто, регулярно, что возникнет желание смотреть его по нескольку раз. Ратманский – человек совершенного тела, у него прекрасный аппарат, что и отразилось в полной мере на «Среднем дуэте»: этот опус как раз и рассчитан на прекрасно работающий аппарат, роли выстроены для ног».— (Людмила Семеняка, интервью газете «Культура»)

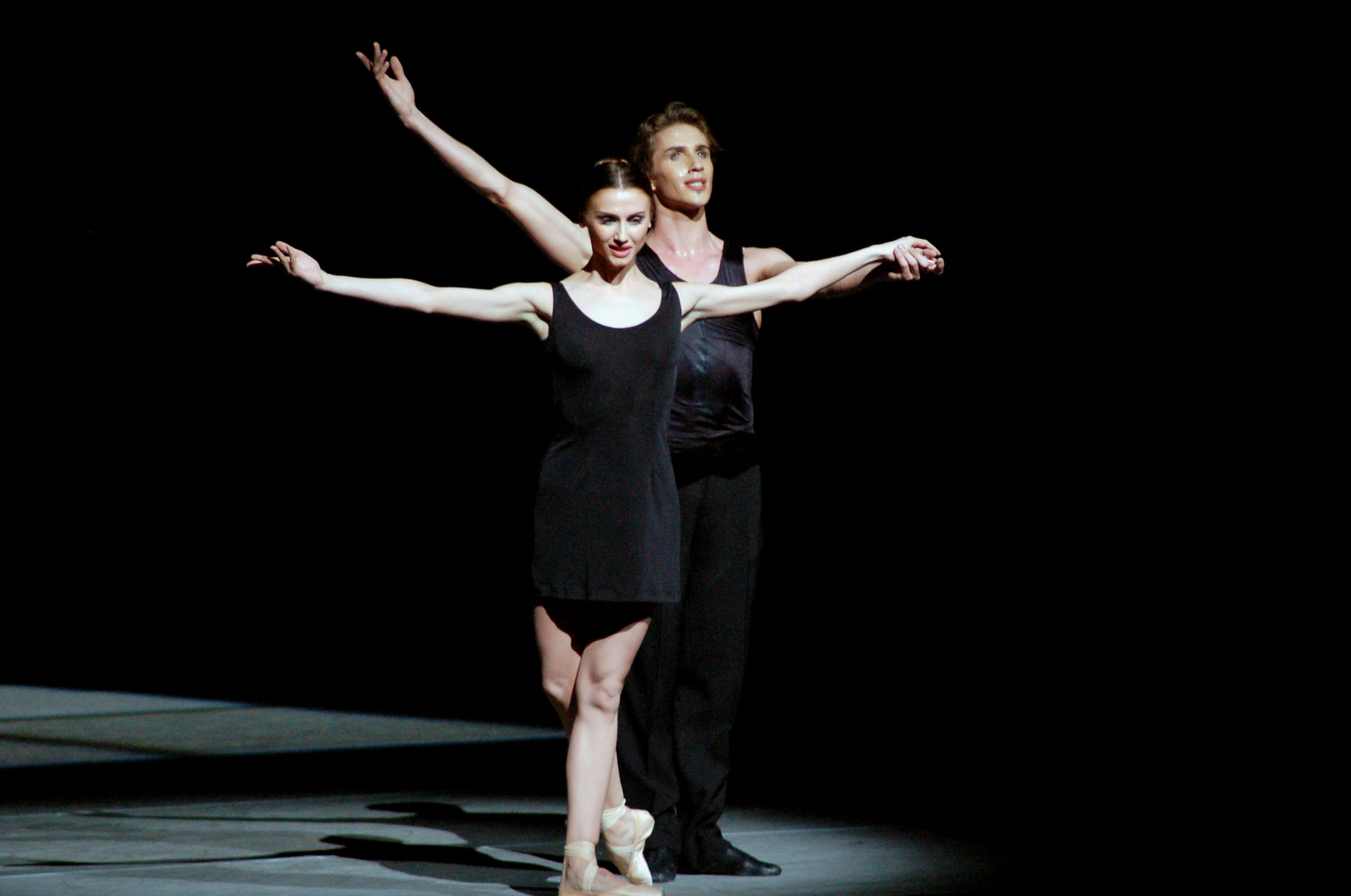
Светлана Захарова и Андрей Меркурьев, в балете «Средний дуэт», 2006

Благодаря успеху и широкому распространению, «Средний дуэт» постепенно сделался самым известным балетным номером в постановке Ратманского и приобрёл статус своеобразной визитной карточки молодого балетмейстера. Гастролируя в Москве, Мариинский театр всякий раз прикреплял к своим премьерам Средний дуэт в качестве беспроигрышного «бонуса». Рецензенты отмечали, что на фоне музейных балетов-монстров минималистский шедевр Ратманского – представляет собой чистый эксклюзив: «в наряде Мариинского театра этот номер выглядит словно платье от Живанши среди лохмотьев блошиного рынка». Балетные артисты очень охотно исполняли виртуозный и оригинальный номер. За десять лет существования балета через него прошли десятки солистов, среди которых Светлана Захарова, Андрей Меркурьев, Диана Вишнева, Наталья Осипова, Жанна Аюпова, Игорь Колб, Олеся Новикова, Дарья Павленко, Евгений Головин, Михаил Зарубин,
Алексей Лопаревич и «даже» сам Алексей Ратманский (в качестве танцовщика). Среди иностранных балетных артистов можно назвать следующие имена: Maria Kowroski, Albert Evans, Rebecca Krohn, Amar Ramasar, Adrian Danchig-Waring, Jonathan Stafford. Мировая популярность балетной миниатюры росла с каждым годом. Кроме антреприз, «Средний дуэт» стал одним из штатных выездных спектаклей Мариинского, (а затем и Большого) театра и исполнялся едва ли не на всех значимых зарубежных гастролях балетной труппы.

«Особый успех у публики имел «Средний дуэт». Оригинальная постановка 33-летнего танцовщика и хореографа Алексея Ратманского на музыку современного композитора Юрия Ханона погружает зрителей в сумрачный мир, где в луче света оживает таинственный дуэт: под звуки рояля с оркестром партнёр пульсирующими жестами пытается удержать партнершу, которая непрерывно движется на пуантах, сплетая сложную паутину из резких и чувственных па. Эта единственная современная миниатюра украсила двухактное представление…»— (Виктор Игнатов, «Мариинский театр в Версале», газета «Культура», Париж, 23-29 августа 2001).
После своего назначения главным балетмейстером в Большой театр, Алексей Ратманский почти сразу же перенёс балетный номер и на главную сцену страны. Очередная премьера (в исполнении Светланы Захаровой) состоялась 22 января 2006 года. Ранее Захарова показывала «Средний дуэт» на своём творческом вечере и вообще исполняла достаточно часто (ещё со времён своей работы в Мариинском театре). Рецензенты не раз отмечали, что этот короткий балет ей вообще очень «шёл». Ещё в 2003 году во время гастролей Мариинского в Большом театре Захарова имела громадный успех: «...хотя она и продемонстрировала уникальный профессионализм в «Манон», но свою долю цветочных корзин она отработала раньше, в хорошо известном москвичам «Среднем дуэте». В программе гастролей этот спектакль оказался единственным, способным к трансформации. А это и есть то важное свойство, которое отличает в искусстве, лишённом надёжных способов фиксации, жизнеспособный спектакль – от проходного». Мировой максимум известности «Среднего дуэта» пришёлся на 2006-2008 годы, когда количество исполнений балетной миниатюры превысило сотню по крупнейшим городам Европы и всего мира. Осенью того же 2006 года Ратманский перенёс постановку также на сцену Нью-Йорк Сити балета. Однако и ранее, и позднее «Средний дуэт» не раз показывался в Нью-Йорке, Чикаго и других городах США во время гастрольных поездок главных российских театров, антреприз и труппы Нью-Йорк Сити балета.

«...“Средний дуэт” оказался намного выше среднего уровня. Кстати, название чисто формальное: просто музыкальная основа балета — это часть “Средней симфонии” Ханина. Малая форма вообще хорошо удаётся Ратманскому, а тут ещё, видно, музыка как-то очень его задела: во всяком случае, мелодичная, с оттенком “тоски и печали”, а в конце распадающаяся в диссонансах а-ля Шнитке партитура вызвала к жизни хореографию рафинированную и элегантную, необычную, но при этом не надуманную. Как и музыка, она окрашена налётом эротического томления, смешанного с ощущением игры и тайны».— (Майя Прицкер, NRS.com. «Русские сезоны» в Нью-Йорк Сити-Балет, 2006).
Именно в этот момент, после почти десятилетнего молчания – композитор «Среднего дуэта» впервые напомнил о себе и задал вопрос: почему с 1998 года его сочинение используется крупнейшими театрами и антрепризами страны (и мира) с полным пренебрежением к автору? Ни Мариинский, ни Большой, ни какой-либо иной театр даже и не подумали заручиться согласием автора музыки, заключить с ним контракт и совершить все прочие элементарные формальности. Таким образом, в течение почти десяти лет со стороны театров имел место самый обычный контрафакт. Досудебные переговоры театров с адвокатами автора проходили в оскорбительном тоне, не привели ни к каким результатам и очень скоро зашли в тупик. В 2009 году автор запретил публичное исполнение «Среднего дуэта», а в 2010 – обратился за защитой своих интересов в тверской и октябрьский районный суды. Таким образом десятилетняя сценическая история «Среднего дуэта» была практически завершена.

## Правовая и внеправовая коллизия
Начало конфликта было положено личной договорённостью между двумя основными авторами балета: композитором и балетмейстером. Приняв устное обещание Ратманского взять на себя все контакты с театральными чиновниками, Юрий Ханон так и не дождался от него выполнения необходимых формальных (или неформальных) действий. Ни в 1998 году, до премьеры в Мариинском театре, ни за все последующие годы ему так и не было предложено контракта или какой-то иной формы легализации использования музыки «Среднего дуэта». Фактически (и юридически) данный факт является бесспорным, поскольку формального разрешения господина Ханона на использование его музыки в балете «Средний дуэт» ни театры, ни антрепризы за десять лет так и не получили.
Однако сам Алексей Ратманский не согласен с подобной точкой зрения, и спустя двенадцать лет он отрицает своё участие в этом процессе: «господин Ханон лично предоставил свою партитуру Мариинскому <…> театру, но вовсе не мне. Я никогда не выступал и не мог выступать посредником между этими театрами и господином Ханоном, так как у меня не было на это никаких юридических прав. Всем, что связано с правами на музыку, занимались юридические отделы этих театров». Именно здесь, между слов и заключается основной казус в сценической и закулисной истории «Среднего дуэта». Будучи крайним анархистом по характеру, человеком независимого и герметичного образа жизни, Юрий Ханон, соблюдая нечто подобное моральным принципам старообрядцев, признаёт только силу решения, воли и личного слова. Получив от Алексея Ратманского устное обещание избавить его от нежелательного общения с театральными чиновниками и функционерами, композитор посчитал дело решённым. Свою часть обязательств он выполнил полностью и затем ожидал выполнения данного ему обещания, для которого по существу не требуется обладать никакими «юридическими правами». Ратманский же, добившись принципиального согласия автора музыки на постановку «Среднего дуэта», попросту позабыл сдержать своё слово, хотя и надолго запомнил, что «уговорить Ханина ему было непросто».
Однако нарушение авторских прав носило систематический (или, говоря юридическим языком, злостный) характер и продолжалось слишком долгий срок, (почти десять лет). В связи с этим возникает резонный вопрос: почему автор музыки раньше не обратился к театрам или в судебные органы? Свою столь позднюю реакцию музыкант объясняет собственной крайней «асоциальностью» (то есть, той же самой причиной, по которой и появилась его устная договорённость с Ратманским: «избавить его от театральной клаки и клоаки»). Ханон утверждает, что только в конце концов, потеряв терпение, решил выступить «против системы», и называет свой спор с театральными чиновниками «правозащитным делом». Главная причина конфликта уходит корнями в первоначальную договорённость между композитором и балетмейстером. Не желая каким-либо образом лично контактировать с людьми театра (и тем более, обращаться в суд), Юрий Ханон попросту ожидал от Ратманского выполнения условий «устного контракта». И только спустя восемь лет, после нескольких безуспешных попыток сообщить о проблеме и вступить в переговоры, обнаружив пренебрежение со стороны балетмейстера и администраций театров, композитор обратился за помощью к адвокату. После этого ситуация приняла уже необратимый характер.
Сам Юрий Ханон ни разу не являлся на судебные заседания и практически не занимался оперативным управлением, участвуя в процессе только на уровне выработки общей позиции. С первых дней подготовки «Дело среднего дуэта» полностью находилось в руках исключительного представителя интересов композитора, Доврана Гарагозова (или Каракозова, как его предпочитает называть сам Юрий Ханон), молодого питерского и московского адвоката, последовательно занимавшего влиятельные должности в крупных государственных и корпоративных органах управления. Без его личного вмешательства в застарелую ситуацию процесс был бы попросту невозможен и не состоялся (по той же самой причине, по которой автор музыки хранил молчание и ни во что не вмешивался первые восемь лет нарушения его авторских прав). При этом, начиная судебное разбирательство, Юрий Ханон заранее обозначил характерную для него некую «программу максимум», в дальнейшем не подлежащую ни компромиссам, ни соглашательству.

«...если моя позиция и до сих пор остаётся для вас не слишком понятной <…> считайте, что я – камикадзе, который, потеряв под конец жизни терпение, вышел один на один со своими обидчиками, держа в руке (не)скромную композиторскую гранату. Это не суд: а самая обыкновенная дуэль чести за нанесённое оскорбление. Этот мир и это время раз и навсегда осталось мне должным, и теперь я предъявляю ему свой счёт (причём, заведомо частичный). Само собой, этот счёт не может быть выражен в рублях или франках. Меня устроит любая сумма, которую они не смогут заплатить – вот в чём идея. Главное, чтобы они вылезли вон из кожи и оставили свои кости в ломбарде. Но, к сожалению, этот проект реально невыполним, а потому руками своего прекрасного адвоката с говорящей фамилией Каракозов – я буду добиваться в данном случае всего, чего только возможно добиться и делать это всеми средствами, которые существуют в легальном пространстве. <…> И даже если мне придётся получить по приговору суда какие-то денежные суммы, их смысл будет только в одном: покрыть судебные расходы и продолжить дальше войну против постылых вездесущих бюргеров от искусства».

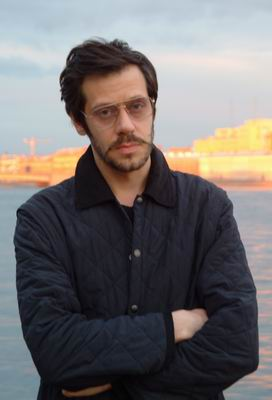
Юрий Ханон, Петроградская набережная, 2008 год.

В первые полтора года результаты судебных слушаний в Петербурге и Москве оказались практически противоположными. Подобный результат становится особенно наглядным, если припомнить, что предмет и содержание обоих исков практически идентично. Октябрьский районный суд Петербурга подтвердил факт незаконных показов балета на сцене Мариинского театра (всего двадцати доказанных из более чем ста имевших место), однако присудил автору менее половины заявленной им суммы компенсации. В Большом театре, по данным истца, «осуществлялось неоднократное публичное исполнение балета», в ходе которого «неоднократно и публично без его ведома, согласия и выплаты гонораров» исполнялась одна часть из его музыкального произведения. Однако в Москве Тверской районный суд (и вслед за ним – Мосгорсуд) полностью встал на сторону Большого театра. Десять из одиннадцати доказанных истцом случаев использования музыки не стали рассматривать «в связи с пропуском срока давности» (несмотря на отсутствие каких-либо тому доказательств от Большого театра). Доводы композитора, что его никто не уведомлял о датах и месте исполнении спорного балета, а информация о спектаклях была собрана автором по крупицам и в основном из блогов балетоманов, были отклонены без рассмотрения. При этом все упоминания об имевших место представлениях «Среднего дуэта» были заранее аккуратно удалены Большим театром со своего официального сайта. Ещё более диковинная история произошла с рассмотрением единственного случая показа балета, имевшего место в 2008 году (и не попавшего под срок давности по формальным признакам). Эта часть процесса также закончилась полным отказом истцу в его требованиях. Позднее оба решения тверского районного суда были подтверждены Мосгорсудом в порядке апелляции.
Тем не менее, продолжая выполнять заявленную заранее программу «правозащитного дела» ни композитор, ни его адвокат не останавливались на достигнутом. После отрицательных результатов московского процесса, в октябре 2011 года Юрий Ханон официально изъял из реестра Российского Авторского Общества все свои произведения и запретил ему собирать гонорары за публичное исполнение, одновременно объявив, что и сам впредь также не намерен «никому давать разрешений» на использование своей «Средней Симфонии» в спорном балете. За всё время первого процесса в Мариинском театре ни разу не нарушили молчание и во всех случаях отказывались комментировать это дело. Напротив того, в Большом театре сразу объявили «претензии Юрия Ханона распоряжаться балетным спектаклем противоречащими здравому смыслу и российскому гражданскому законодательству». Однако данный случай, когда автор встаёт на максимально жёсткую позицию, отнюдь не является уникальным или, тем более, противозаконным. Например, Фонд Сергея Прокофьева во время очередной постановки балета «Золушка» предъявил ультиматум балетмейстеру, а затем и вовсе отозвал право на использование музыки балета Прокофьева. Тогда сторонам не удалось достигнуть конструктивного соглашения. Ещё более нашумевшая история имела место в 1923 году, когда наследники Шарля Гуно запретили Дягилеву исполнять оперу «Филимон и Бавкида» в редакции Жоржа Орика  и грозились разорить труппу Дягилева грандиозным судебным процессом. И хотя в приведённых примерах речь шла не о самом композиторе, а о его наследниках, подобные прецеденты имели место и регулярно повторялись в истории музыки. Однако в случае Среднего дуэта, пожалуй, особенное удивление вызывает то обстоятельство, что фигурантами крупного и продолжительного по времени скандала с контрафактом стали оба крупнейших государственных театра, как будто в течение десяти лет юридические отделы этих ФГУ в полном составе находились в отпуске или параличе.
Невзирая на большое количество сложностей и препятствий в ходе процесса, композитор решил продолжать тяжбу как против Мариинского, так и против Большого театра. По словам его представителя, Доврана Каракозова, решения московских судов были последовательно обжалованы в надзорных инстанциях. Также иск на заведомо неправосудное решение был направлен в Европейский суд по правам человека. Кроме того, в Париже с 2010 года идёт процесс по личному иску господина Ханона к Алексею Ратманскому и ряду французских театров в связи с подлогами во время гастрольных показов «Среднего дуэта». Свою настойчивость автор музыки «Среднего дуэта» объяснил следующим образом:

«...среди моих целей нет желания добиться справедливости или компенсации. Для меня это – дело чести, если угодно, дуэль против тех, кто дал мне слово и посмел его нарушить. <…> И первый человек среди них – балетмейстер Ратманский. Лично против него открыто отдельное судебное дело – в Париже. <…> 
Двадцать пять лет – вполне достаточный срок, чтобы что-нибудь понять и сделать выводы. Всей своей предыдущей жизнью я отчётливо показал, что мне наплевать и на деньги, и на карьеру, и на славу. Все эти человеческие побрякушки я предоставляю людям навешивать друг на друга – без моего участия. Но, к сожалению, по отношению к балетмейстерам, театрам или их администраторам я не могу оперировать понятиями «чести или честности». Это было бы по меньшей мере глупой и наивной борьбой с мельницами (причём, перемалывающими исключительно деньги). Только по этой причине я был вынужден принять решение судиться, требуя некую (вполне определённую) сумму, что для меня само по себе – отвратительно. Но, к сожалению, они – не знают и не понимают другого языка, что неоднократно показали за эти десять, сто и тысячу лет, в том числе, пока «Средний дуэт» болтался по сценам всего мира. Деньги для них – единственное мерило вины, славы или успеха».

## Комментарии
1. ↑  Единственный легальный диск с музыкой Юрия Ханона был выпущен фирмой «Olympia» (Лондон, 1992 год). В нём были опубликованы три сочинения: Пять мельчайших оргазмов, Некий концерт для фортепиано с оркестром и Средняя Симфония, о последнем сочинении как раз и пишет Ратманский в своём предисловии к «Вечеру новых балетов».
2. ↑  Не вступая в непосредственный конфликт с профессиональными организациями музыкантов, с самого начала своей деятельности Юрий Ханон своими действиями и публичными высказываниями поставил себя в открытую оппозицию к Союзу Композиторов, Консерватории и всем прочим Академическим организациям. В течение более двадцати лет его произведения были фактически запрещены к исполнению.
3. ↑  Премьера «Среднего дуэта» в Большом театре также прошла без соблюдения необходимых формальностей и составления контракта с автором музыки, а сам Ратманский на этот раз и вовсе не обращался к композитору за разрешением использовать музыку в постановке.
4. ↑  Гарагозов и Каракозов – это два варианта написания одной и той же фамилии. Каракоз, карагёз или гарагоз – тюркское слово, в переводе значит: «черноглазый». Очень часто подобное прозвище давали славянину или иному чужому человеку, имеющему тёмные (карие) глаза.
5. ↑  Например, в 2010 году, в разгар подготовки и начала судебных слушаний по «Среднему дуэту» Довран Гарагозов занимал должность заместителя генерального директора ОАО «Скоростные магистрали» по юридическим вопросам.
6. ↑  Срок давности исчисляется с того момента, когда автору стало известно о каждом конкретном факте нарушения его прав. Часть 1 статьи 56 Гражданского процессуального кодекса РФ «Обязанность доказывания» содержит следующую (вполне недвусмысленную) норму: «Каждая сторона должна доказать те обстоятельства, на которые она ссылается как на основания своих требований и возражений, если иное не предусмотрено федеральным законом». В частности, в течение нескольких судебных заседаний стороне истца пришлось доказывать, что Юрий Ханон и Соловьёв-Савояров являются одним лицом (хотя эти сведения являются общеизвестными). Напротив того, в нарушение указанных требований закона Государственный академический Большой театр России, (а вслед за ним и Тверской районный суд города Москвы в лице судьи Быковской Л.И.) не подкрепил свои заявления допустимыми доказательствами, ограничившись голословным заявлением, что "информация о театральных постановках является общедоступной и композитор должен был узнать о них не позднее дат исполнений". Кроме нарушения нормы закона, подобное решение суда заключает в себе также и нарушение принципа равенства сторон.
7. ↑  Уже после начала судебного процесса Большой театр (с опозданием почти на три года), перечислил в Российское авторское общество (РАО) вознаграждение для композитора. Протесты истца, доказывавшего, что ранее в РАО (согласно официальному ответу) не поступало для него никаких запросов или сумм, суд также отклонил. Кроме того, автор указал суду, что существующий договор между ГАБТом и РАО имеет силу только в отношении членов РАО, к числу которых Юрий Ханон никогда не принадлежал, а также и на то обстоятельство, что театр ни разу (с момента премьеры и до начала судебных слушаний) не запрашивал и не получал лицензии РАО на использование музыки Среднего Дуэта, фактически нарушая закон об авторском праве. Однако все эти доводы Тверским районным судом были также отклонены без рассмотрения по существу.
8. ↑  Этот случай имел место, когда молдавский балетмейстер Раду Поклитару самовольно сократил партитуру композитора, превратив её из трёхактной, (как это было у самого Прокофьева), в двухактную. В результате скандала пришлось для «Золушки» срочно подыскивать совсем другую музыку.
9. ↑  Наследники Гуно обвинили композитора Жоржа Орика в издевательстве, неуважении к памяти «великого композитора» и принципиальном искажении авторского стиля при написании нескольких вставных речитативов к опере «Филимон и Бавкида». В результате спектакль, назначенный на январь 1924 года в театре Монте-Карло был отменён.